# التقويم الفعال

فقد الجهد عبر الصمام الثنائي (diode) والموسفت MOSFET. تقلل خاصية المقاومة المنخفضة للـموسفت من المفاقيد الأومية مقارنة بمقوم الصمام الثنائي diode rectifier (أقل من 32A في هذه الحالة)، والذي يُظهر فقد جهد واضح حتى عند مستويات التيار المنخفضة جدًا. بموازاة عنصري موسفت (المنحنى الوردي) تقل المفاقيد بشكل أكبر، في حين أن موازاة عدة ديودات لن تقلل بشكل كبير من فقد الجهد الأمامي forward-voltage drop.

اَلتَّقْوِيمُ اَلْفَعَّالُ أو اَلْتَصْحِيحُ اَلْمُتَزَامِنُ (أيضًا اَلتَّقْوِيمُ اَلنَّشِطُ أو اَلْتَصْحِيحُ اَلْفَعَّالُ، بالإنجليزية: Active rectification, or synchronous rectification)،
هو تقنية لتحسين كفاءة التقويم باستبدال مفاتيح محكومة بشكل نشط بالثنائيات diodes، وعادةً ما يكون الموسفت MOSFETs أو ترانزستورات ثنائية القطب (BJT). في حين أن الثنائيات العادية شبه الموصلة لها فقد جهد ثابت تقريبًا يبلغ حوالي 0.5-1 فولت، فإن المقومات النشطة تتصرف كمقاومات، ويمكن أن يكون لها فقد جهد منخفض تعسفيًا.
تاريخيًا، استخدمت أيضًا المفاتيح التي تعمل بالهزاز (vibrator driven switches) أو الموحدات التي تعمل بمحرك (motor-driven commutators) للمقومات الميكانيكية والتقويم المتزامن.
للتقويم الفعال العديد من التطبيقات. يستخدم مرارًا في مصفوفات الألواح الكهروضوئية لتجنب التدفق العكسي للتيار الذي يمكن أن يتسبب في ارتفاع درجة الحرارة ويعطي أصغر فقد في الطاقة. كما أنها تستخدم في مزودات الطاقة المفتاحية (SMPS: switched-mode power supplies). 

## تحفيز

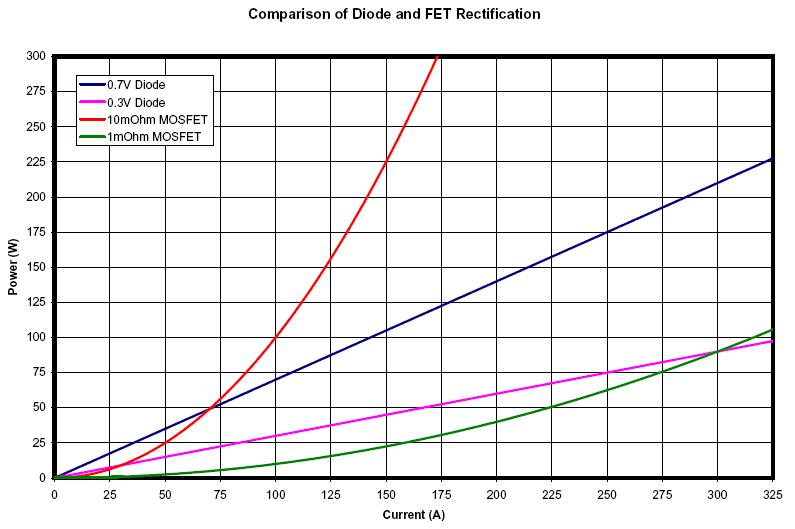
مخطط الطاقة المفقودة (المشتتة) مقابل التيار لأربعة أجهزة.

عادةً ما يكون فقد الجهد الثابت لثنائي ذو وصلة الموجب والسالب معياري بين 0.7V و 1.7ِِِV، مسببًا فقد طاقة كبير في الثنائي. تعتمد القدرة الكهربائية على التيار والجهد: يرتفع فقدان الطاقة بشكل متناسب مع التيار والجهد.
في محولات الجهد المنخفض (حوالي 10فولت وأقل)، فقد الجهد للثنائي -ديود- (عادة حوالي 0.7 إلى 1فولت للثنائي السيليكوني بتياره المقدر rated current) له تأثير سلبي (معاكس) على الكفاءة. يستبدل ثنائيات شوتكي بأحد الحلول الكلاسيكية ثنائيات السيليكون القياسية، والتي تُظهر فقد جهود منخفضة جدًا (منخفضة تصل إلى 0.3فولت). ومع ذلك، حتى مقوَّمِات شوتكي يمكن أن تكون أكثر فقدًا من النوع المتزامن، لا سيما في التيارات العالية والجهود المنخفضة.
عند معالجة محولات الجهد المنخفض جدًا، مثل مزود الطاقة «محول باك» لوحدة معالجة مركزية للحاسوب (مع جهد خرج حوالي 1فولت، وعدة قيم أمبير من تيار خرج)، لا يوفر تقويم شوتكي كفاءة كافية. في مثل هذه التطبيقات، يصبح التقويم الفعال ضروريًا.

## الوصف
إن استبدال الثنائي diode بعنصر مفتاحي محكوم بشكل نشط actively controlled switching element مثل الموسفت هو أساس (قلب) التقويم الفعال. تتمتع الموسفتتات MOSFETs بمقاومة منخفضة جدًا ثابتة عند التوصيل الكهربي، تعرف باسم مقاومة التشغيل (on-resistance) وتختصر RDS (on). يمكن صنعها بمقاومة تشغيل منخفضة تصل إلى 10mΩ أو أقل. عندئذٍ يكون فقد الجهد عبر الترانزستور أقل بكثير، مما يعني انخفاضًا في فقد الطاقة وزيادة الكفاءة. ومع ذلك، فإن قانون أوم يحكم فقد الجهد عبر الموسفت، مما يعني أنه في التيارات العالية، يمكن أن يتجاوز فقدُ الموسفت فقدَ الثنائي. عادة ما يتم التعامل مع هذا التقييد إما عن طريق وضع عدة ترانزستورات على التوازي (بموازاة عدة ترانزستورات)، وبالتالي تقليل التيار عبر كل واحد، أو باستخدام جهاز بمنطقة أكثر نشاطًا (في FETs، جهاز مكافئ للتوازي a device-equivalent of parallel).
تستخدم عادةً دائرة التحكم للتقويم الفعال مقارنات comparators لاستشعار جهد الدخل المتردد وفتح الترانزستورات في الأوقات الصحيحة للسماح للتيار بالتدفق في الاتجاه الصحيح. يعد التوقيت مهمًا للغاية، حيث يجب تجنب حدوث قصر كهربائي (short circuit) عبر الدخل ويمكن أن يحدث بسهولة بسبب تشغيل أحد الترانزستور قبل إيقاف تشغيل الآخر. من الواضح أيضًا أن المقومات الفعالة لا تزال بحاجة إلى مكثفات التنعيم المتواجدة في الدوائر الخاملة لتوفير طاقة أكثر سلاسة مما يفعله التقويم بمفرده.
يسمح استخدام التقويم الفعال لتنفيذ تحويل التيار المتردد لتيار المستمر للتصميم بالخضوع لمزيد من التحسينات (مع مزيد من التعقيد) لتحقيق تصحيح معامل قدرة نشط، والذي يفرض على شكل موجة التيار للمصدر المتردد اتباع شكل موجة الجهد (موجة التيار تتبع موجة الجهد)، والقضاء على التيارات الغير فعالة (الرجعية) والسماح للنظام الكلي بتحقيق كفاءة أكبر.

## الثنائي المثالي Ideal diode
الموسفت المحكوم بشكل نشط ليعمل كمقوم_«يعمل بشكل نشط ON» للسماح بمرور للتيار في اتجاه واحد و«مُطفَأ بشكل نشط OFF» لمنع مرور التيار في الاتجاه الآخر_ يسمى أحيانا الثنائي المثالي ideal diode. يؤدي استخدام الثنائيات المثالية بدلاً من الثنائيات القياسية في امصفوفات الألواح الشمسية solar electric panel bypass أو الحماية العكسية للبطارية reverse-battery protection أو في المقوم الجسري (قنطرة الدايود)إلى تقليل كمية الطاقة المشتتة في الثنائيات، مما يحسن الكفاءة ويقلل من حجم لوحة الدائرة الكهربائية ووزن مشتت الحرارة للتعامل مع تبديد الطاقة.     
لا ينبغي الخلط بين الثنائي المثالي القائم على الموسفت وبين الثنائي الفائق القائم على المضخم العملياتي op-amp، والذي يُطلق عليه غالبًا مقوم الدقة.

## البناء
انظر قنطرة اتش.